# Mario Krammer
Mario Krammer (* 11. Juli 1880 in Berlin; † 15. Februar 1953 ebenda) war ein deutscher Historiker.

## Leben
Nach dem Besuch des Gymnasiums studierte Krammer ab 1899 an der Berliner Universität und zwischenzeitlich an der Universität Marburg Geschichtswissenschaften. Er spezialisierte sich auf die mittelalterliche Verfassungs- und Rechtsgeschichte. Dabei schloss er sich Karl Zeumer an, der die deutsche Verfassungsgeschichte erforschte. In seiner Dissertation behandelte er die Geschichte des Kurfürstenkollegiums; anschließend vermittelte ihn Zeumer als Mitarbeiter an die Monumenta Germaniae Historica, wo er für die Herausgabe der Quellen zur älteren deutschen Geschichte zuständig war.
Krammer arbeitete für die Monumenta an der Herausgabe der Lex Salica. Zur Überlieferungsgeschichte dieser Quelle vertrat er eine Auffassung, die von der bisherigen Forschung grundsätzlich abwich und die er als Grundlage für die geplante Veröffentlichung verwendete. Dagegen erhob vor allem der Archivar und Rechtshistoriker Bruno Krusch als Mitglied der Zentraldirektion der MGH energisch Widerspruch. Eine Überprüfung durch mehrere Gutachten führte 1915 zur Zurückziehung der bereits fertig gesetzten Edition durch die Zentraldirektion. Die bereits gedruckten Bücher wurden bis auf wenige Belegexemplare für die Bibliothek der MGH eingestampft. Krammer arbeitete seit Mitte 1923 als Redakteur des Neuen Archivs der Gesellschaft für ältere deutsche Geschichtskunde und betreute die im Gebäude der Preußischen Staatsbibliothek aufgestellte Bibliothek der MGH. Bereits kurz zuvor erschien bei Otto von Holten ein Buch über Theodor Fontane, mit dem Krammer sich in den Bereich der Kulturgeschichte begab. Drei Jahre später erschien die ähnliche Schrift Die Wiedergeburt durch Lagarde. 1924 wurde er zum Regierungsrat ernannt, quittierte jedoch anschließend den Dienst, um als freier Schriftsteller zu leben. 1935 publizierte er Berlin und das Reich (2. Aufl. u.d.T. Berlin im Wandel der Jahrhunderte). Da er aus der „Reichsschrifttumskammer“ ausgeschlossen wurde, konnten die von ihm redigierten Briefe der Deutschen aus einem Jahrtausend 1943 nicht unter seinem Namen erscheinen. Nach dem Ende des Nationalsozialismus beteiligte er sich am Wiederaufbau der Volkshochschule in Charlottenburg, an der er fortan regelmäßig Kurse gab. Er versuchte sich als Vertreter der deutschen Kulturnation zu positionieren, etwa durch seinen Beitrag in dem Sammelband Helden ohne Waffen von Günther Birkenfeld (1947) über Giordano Bruno, Galilei, Keppler sowie durch zahlreiche Beiträge zum Berlin-Jahrbuch und zu den Berliner Heften für geistiges Leben. Noch kurz vor seinem Tod beteiligte er sich an einer Festschrift zum „Kongress der Lehrer und Erzieher“, der 1952 in Berlin abgehalten wurde.

## Veröffentlichungen
- unveröffentlicht: Legis Salicae textus A - C Textus / [Edidit Mario Krammer]. Hannoverae: Hahn [1915], 162 S. ([Monumenta Germaniae Historica. Leges. 1, Leges nationum Germanicarum]. Legum sectio I, Leges nationum Germanicarum; 4) Digitalisat der MGH-Bibliothek
- Alexander von Humboldt. Mensch, Zeit, Werk. Volksverband der Bücherfreunde – Wegweiser-Verlag, Berlin u. a. 1951.
- Berlin im Wandel der Jahrhunderte. Eine Kulturgeschichte der deutschen Hauptstadt. Ergänzt von Paul Fechter. Rembrandt-Verlag, Berlin 1956.
- Berlin und das Reich. Die Geschichte der Reichshauptstadt. Ullstein, Berlin 1935.
- Deutsche Briefe aus einem Jahrtausend (= Reclams Universal-Bibliothek. Nr. 8226/32, ZDB-ID 134899-1). Zusammengestellt und erläutert. In veränderter und erweiterter Form neu herausgegeben von Hermann Kunisch. Reclam, Stuttgart 1958.
- Das geistige und politische Berlin. Festschrift. [Zum Kongress der Lehrer und Erzieher Berlin 1952]. Redaktion: Wilhelm Jung. Zweifarbiger Druck, mit Linolschnitten von Helmut Richter. Beiträge von Ernst Reuter, Joachim Tiburtius, Mario Krammer, Paul Fechter, Hans Brennert, Ernst Lemmer, Louise Schroeder, Georg Zivier u. a. Berlin 1952.
- Das Kurfürstenkolleg von seinen Anfängen bis zum Zusammenschluß im Renser Kurverein des Jahres 1338 (= Quellen und Studien zur Verfassungsgeschichte des Deutschen Reiches in Mittelalter und Neuzeit. Bd. 5, H. 1, ISSN 0863-0836). Böhlau, Weimar 1913.
- Kulturgeschichte als Aufgabe der Zeit. Betrachtungen aus der Werkstatt eines Historikers (= Schriftenreihe für Volkshochschulen. H. 3, ZDB-ID 530048-4). Pädagogischer Verlag, Berlin u. a. 1949.
- Der Reichsgedanke des staufischen Kaiserhauses. Ein Beitrag zur Staats- und Geistesgeschichte des Mittelalters (= Untersuchungen zur deutschen Staats- und Rechtsgeschichte. Bd. 95, ISSN 0083-4572). Marcus, Breslau 1908.
- Theodor Fontane. O. v. Holten, Berlin 1922.
- Herausgeberschaft: Quellen zur Geschichte der deutschen Königswahl und des Kurfürstenkollegs. 2 Bände. Teubner, Leipzig u. a. 1911;
  - Band 1: Zur Entwicklung der Königswahl vom X. bis zum XIII. Jahrhundert.
  - Band 2: Königswahl und Kurfürstenkolleg von Rudolf von Habsburg bis zur Goldenen Bulle.